# Сосонье (Тверская область)
Сосонье — деревня в Торопецком районе Тверской области. Входит в состав Плоскошского сельского поселения.

## География
Деревня расположена в северо-западной части района. Находится на левом берегу реки Большая Смата. Расстояние до города Торопец составляет 78 км.
Климат
Деревня, как и весь район, относится к умеренному поясу северного полушария и находится в области переходного климата от океанического к материковому. Лето с температурным режимом +15…+20 °С (днём +20…+25 °С), зима умеренно-морозная −10…−15 °С; при вторжении арктических воздушных масс до −30…-40 °С.
Среднегодовая скорость ветра 3,5—4,2 метра в секунду.

## История
На топографической карте Фёдора Шуберта 1870—1915 годов обозначена деревня Сосонье. Имела 7 дворов.
На карте РККА 1923—1941 годов обозначены деревни Большое Сосонье (28 дворов) и Малое Сосонье (6 дворов).
До 2013 года деревня входила в состав упразднённого в настоящее время Уваровского сельского поселения.

## Население
| 2010 |
| ---- |
| 1    |

В 2002 году население деревни составляло 18 человек.
Национальный состав
Согласно результатам переписи 2002 года, в национальной структуре населения русские составляли 100 % от жителей.